# Анфилада (военна наука)
Вижте пояснителната страница за други значения на Анфилада.
Анфиладата е такава позиция на военна формация, при която вражеският огън (анфиладен огън) е насочен по дългата ос на формацията. Това е неизгодна позиция тъй като вражеският огън преминава през най-много войници.
Една линейна формация е в анфилада ако е обстрелвана от своя фланг, т.е. отстрани. Ако формацията е в колона тогава анфиладният огън ще идва отпред или отзад. И в двата случая – посоката на огъня е по дългата ос на формацията.
Различни съоръжения или естествени препятствия могат да поставят една войска в уязвима позиция. Например една крепостна стена принуждава атакуващите да се подредят в линия. Затова често на места по стената се изграждат бастиони — издадени навън структури от които може да се открие анфиладен огън по наредилите се пред стената войници. По подобен начин капонирът построен в ров може да открие анфиладен огън по войниците опитващи се да прекосят рова.